# Amphoe Dan Chang
Amphoe Dan Chang (thailändisch อำเภอ ด่านช้าง, Aussprache: ʔāmpʰɤ̄ː dàːn tɕʰáːŋ) ist ein Landkreis (Amphoe – Verwaltungs-Distrikt) im Nordwesten der Provinz Suphan Buri. Suphan Buri liegt im westlichen Teil der Zentralregion von Thailand.

## Geographie
Die benachbarten Amphoe sind im Uhrzeigersinn von Norden aus: Amphoe Ban Rai der Provinz Uthai Thani, Amphoe Noen Kham der Provinz Chai Nat, die Amphoe Doem Bang Nang Buat und Nong Ya Sai der Provinz Suphan Buri sowie die Amphoe Lao Khwan, Nong Prue und Si Sawat der Provinz Kanchanaburi.
Der Nationalpark Phu Toei (อุทยานแห่งชาติพุเตย) liegt im Landkreis Dan Chang.
Die wichtigste Wasser-Ressource ist der Kra-Siao-Fluss (แม่น้ำกระเสียว – Maenam Kra Siao), der nördlich der Kreishauptstadt zum Kra-Siao-Reservoir (อ่างเก็บน้ำกระเสียว) aufgestaut wird.

## Geschichte

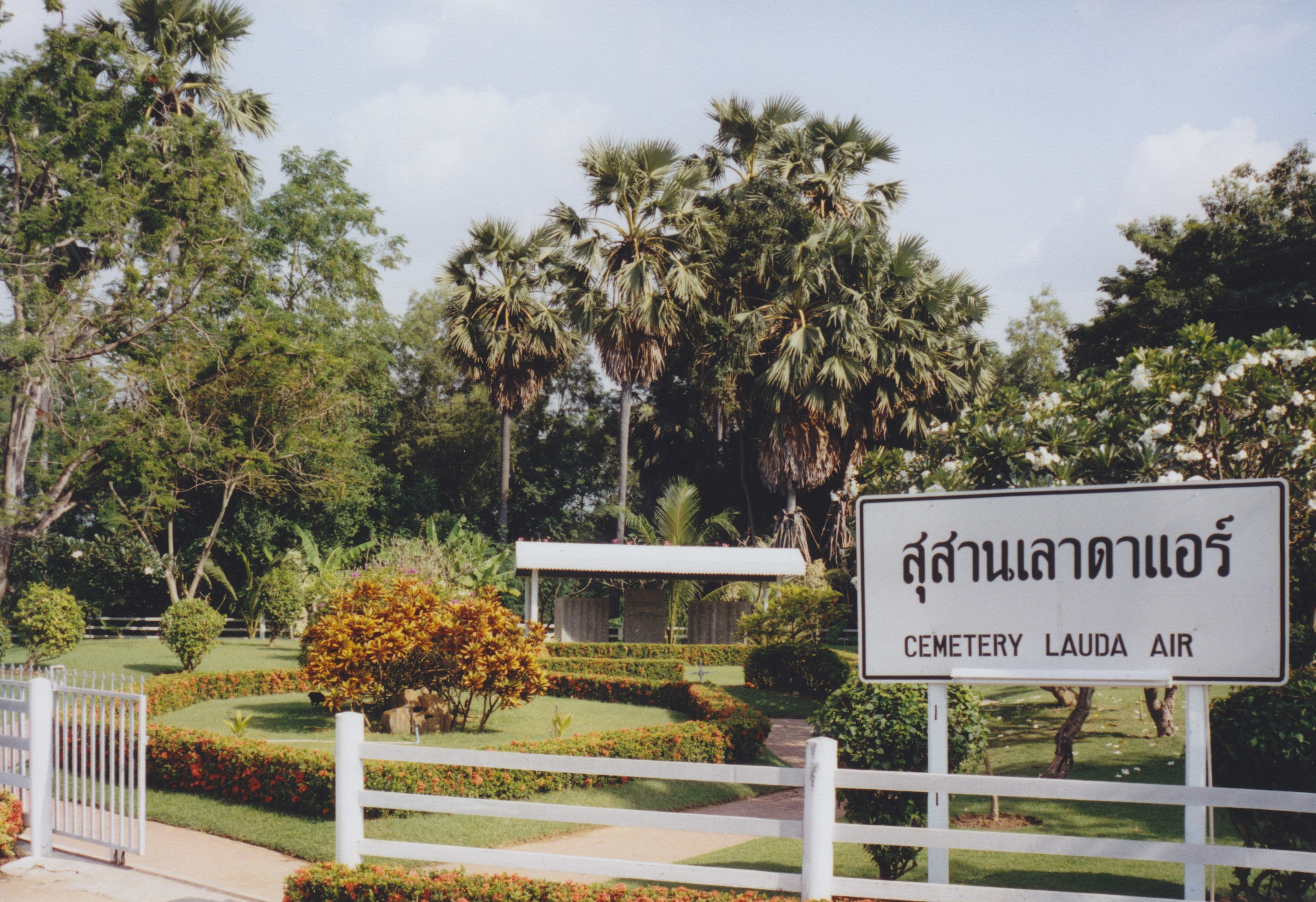
Gedenkstätte für den Absturz von Lauda-Air-Flug 004

Dan Chang wurde am 30. August 1974 als „Zweigkreis“ (King Amphoe) eingerichtet, indem die drei Tambon Dan Chang, Ong Phra und Huai Khamin vom Amphoe Doem Bang Nang Buat separiert wurden.
Im folgenden Jahr wurde auch Nong Makha Mong von Doem Bang Nang Buat zum Unterbezirk hinzugefügt.
Der Unterbezirk bekam am 13. Juli 1981 den vollen Amphoe-Status.
Über Amphoe Dan Chang stürzte am späten Abend des 26. Mai 1991 eine Boeing 767 des Lauda-Air-Flugs 004 ab. Heute gibt es an der Stelle eine Gedenkstätte für die 223 Todesopfer des Absturzes.

## Verwaltung

### Provinzverwaltung
Der Landkreis Dan Chang ist in sieben Tambon („Unterbezirke“ oder „Gemeinden“) eingeteilt, die sich weiter in 93 Muban („Dörfer“) unterteilen.
| Nr. | Name            | Thai        | Muban | Einw.  |
| --- | --------------- | ----------- | ----- | ------ |
| 01. | Nong Makha Mong | หนองมะค่าโมง | 21    | 17.782 |
| 02. | Dan Chang       | ด่านช้าง      | 21    | 16.007 |
| 03. | Huai Khamin     | ห้วยขมิ้น      | 16    | 09.259 |
| 04. | Ong Phra        | องค์พระ      | 09    | 07.133 |
| 05. | Wang Khan       | วังคัน        | 11    | 06.531 |
| 06. | Nikhom Krasiao  | นิคมกระเสียว  | 06    | 05.346 |
| 07. | Wang Yao        | วังยาว       | 09    | 04.953 |

### Lokalverwaltung
Es gibt eine Kommune mit „Kleinstadt“-Status (Thesaban Tambon) im Landkreis:
- Dan Chang (Thai: เทศบาลตำบลด่านช้าง) bestehend aus den Teilen der Tambon Nong Makha Mong, Dan Chang.

Außerdem gibt es sieben „Tambon-Verwaltungsorganisationen“ (องค์การบริหารส่วนตำบล – Tambon Administrative Organizations, TAO)
- Nong Makha Mong (Thai: องค์การบริหารส่วนตำบลหนองมะค่าโมง) bestehend aus Teilen des Tambon Nong Makha Mong.
- Dan Chang (Thai: องค์การบริหารส่วนตำบลด่านช้าง) bestehend aus Teilen des Tambon Dan Chang.
- Huai Khamin (Thai: องค์การบริหารส่วนตำบลห้วยขมิ้น) bestehend aus dem kompletten Tambon Huai Khamin.
- Ong Phra (Thai: องค์การบริหารส่วนตำบลองค์พระ) bestehend aus dem kompletten Tambon Ong Phra.
- Wang Khan (Thai: องค์การบริหารส่วนตำบลวังคัน) bestehend aus dem kompletten Tambon Wang Khan.
- Nikhom Krasiao (Thai: องค์การบริหารส่วนตำบลนิคมกระเสียว) bestehend aus dem kompletten Tambon Nikhom Krasiao.
- Wang Yao (Thai: องค์การบริหารส่วนตำบลวังยาว) bestehend aus dem kompletten Tambon Wang Yao.